# Fly with Me (Artsvik-dal)
A Fly with Me (magyarul: Repülj velem) Artsvik örmény énekesnő dala, mellyel Örményországot képviselte a 2017-es Eurovíziós Dalfesztiválon Kijevben. A dal belső kiválasztás során nyerte el a dalversenyen való indulás jogát.

## Eurovíziós Dalfesztivál

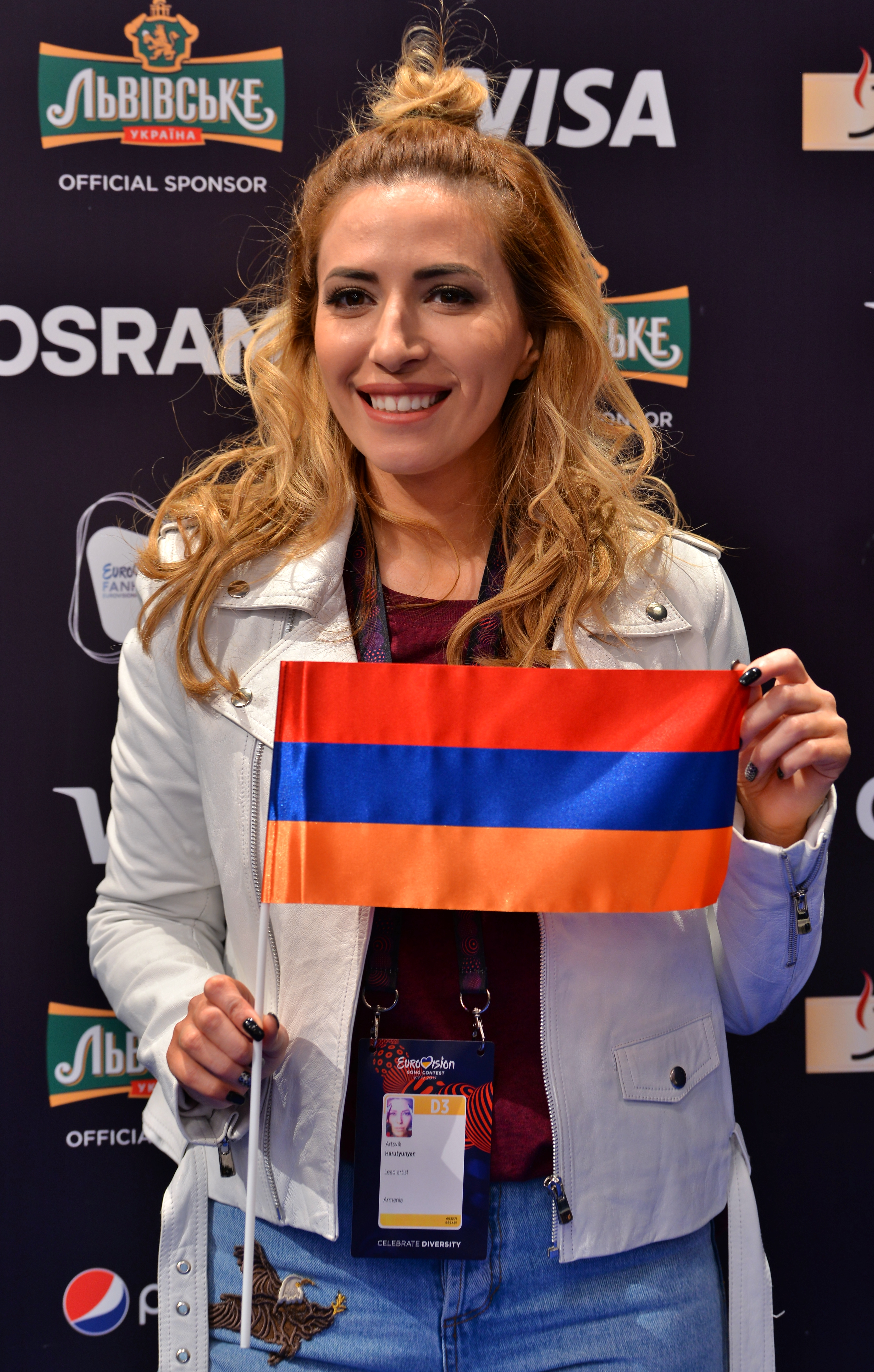
Artsvik a dalfesztivál egyik sajtótájékoztatóján

2016-ban az énekesnő jelentkezett a Depi Evrateszil eurovíziós tehetségkutató műsorba, ahol a december 24-i döntőben sikerült győzelmet aratnia, így ő képviselhette hazáját az Eurovíziós Dalfesztiválon. Versenydala 2017. március 18-án jelent meg, ez volt a verseny utolsó bemutatott dala.
A dalfesztivál előtt Tel-Avivban és Amszterdamban eurovíziós rendezvényeken népszerűsítette versenydalát. Eredetileg Moszkvában is fellépett volna, azonban törölték az eseményt.
Az Eurovíziós Dalfesztiválon a dalt először a május 9-én rendezett első elődöntőben adta elő, fellépési sorrendben tizenhatodikként, a Ciprust képviselő Hovig Gravity című dala után és a Szlovéniát képviselő Omar Naber On My Way című dala előtt. Az elődöntőből hetedik helyezettként sikeresen továbbjutott a május 13-i döntőbe, ahol fellépési sorrendben ötödikként lépett fel, az Ausztriát képviselő Nathan Trent Running on Air című dala után és a Hollandiát képviselő O’G3NE Lights and Shadows című dala előtt. A szavazás során a zsűri szavazáson összesítésben tizennegyedik helyen végzett 58 ponttal, míg a nézői szavazáson tizennyolcadik helyen végzett 21 ponttal, így összesítésben 79 ponttal a verseny tizennyolcadik helyezettje lett.
A következő örmény induló Sevak Khanagyan Qami című dala volt a 2018-as Eurovíziós Dalfesztiválon.

### Kapott pontok
Első elődöntő
| Szavazat | Össz | Szavazó országok | Szavazó országok | Szavazó országok | Szavazó országok | Szavazó országok | Szavazó országok | Szavazó országok | Szavazó országok | Szavazó országok | Szavazó országok | Szavazó országok | Szavazó országok | Szavazó országok | Szavazó országok | Szavazó országok | Szavazó országok | Szavazó országok | Szavazó országok | Szavazó országok | Szavazó országok   |
| Szavazat | Össz | Svédország       | Grúzia           | Ausztrália       | Albánia          | Belgium          | Montenegró       | Finnország       | Azerbajdzsán     | Portugália       | Görögország      | Lengyelország    | Moldova          | Izland           | Csehország       | Ciprus           | Szlovénia        | Lettország       | Olaszország      | Spanyolország    | Egyesült Királyság |
| -------- | ---- | ---------------- | ---------------- | ---------------- | ---------------- | ---------------- | ---------------- | ---------------- | ---------------- | ---------------- | ---------------- | ---------------- | ---------------- | ---------------- | ---------------- | ---------------- | ---------------- | ---------------- | ---------------- | ---------------- | ------------------ |
| Nézők    | 87   |                  | 7                | 5                | 10               |                  | 8                | 4                |                  | 4                | 12               | 6                | 10               |                  |                  | 5                | 1                | 4                | 6                |                  | 5                  |
| Zsűri    | 65   | 3                | 10               | 5                |                  | 7                |                  | 4                |                  |                  | 8                | 6                | 4                |                  | 5                | 8                |                  | 1                |                  | 4                |                    |

Döntő
| Szavazat | Össz | Szavazó országok | Szavazó országok | Szavazó országok | Szavazó országok | Szavazó országok | Szavazó országok | Szavazó országok | Szavazó országok | Szavazó országok | Szavazó országok | Szavazó országok | Szavazó országok | Szavazó országok | Szavazó országok | Szavazó országok | Szavazó országok | Szavazó országok   | Szavazó országok | Szavazó országok | Szavazó országok | Szavazó országok | Szavazó országok | Szavazó országok | Szavazó országok | Szavazó országok | Szavazó országok | Szavazó országok | Szavazó országok | Szavazó országok | Szavazó országok | Szavazó országok | Szavazó országok | Szavazó országok | Szavazó országok | Szavazó országok | Szavazó országok | Szavazó országok | Szavazó országok | Szavazó országok | Szavazó országok | Szavazó országok |
| Szavazat | Össz | Izrael           | Lengyelország    | Fehéroroszország | Ausztria         | Hollandia        | Moldova          | Magyarország     | Olaszország      | Dánia            | Portugália       | Azerbajdzsán     | Horvátország     | Ausztrália       | Görögország      | Spanyolország    | Norvégia         | Egyesült Királyság | Ciprus           | Románia          | Németország      | Ukrajna          | Belgium          | Svédország       | Bulgária         | Franciaország    | Grúzia           | Albánia          | Montenegró       | Finnország       | Izland           | Csehország       | Szlovénia        | Lettország       | Szerbia          | Macedónia        | Málta            | Írország         | San Marino       | Svájc            | Litvánia         | Észtország       |
| -------- | ---- | ---------------- | ---------------- | ---------------- | ---------------- | ---------------- | ---------------- | ---------------- | ---------------- | ---------------- | ---------------- | ---------------- | ---------------- | ---------------- | ---------------- | ---------------- | ---------------- | ------------------ | ---------------- | ---------------- | ---------------- | ---------------- | ---------------- | ---------------- | ---------------- | ---------------- | ---------------- | ---------------- | ---------------- | ---------------- | ---------------- | ---------------- | ---------------- | ---------------- | ---------------- | ---------------- | ---------------- | ---------------- | ---------------- | ---------------- | ---------------- | ---------------- |
| Nézők    | 21   |                  |                  |                  |                  |                  |                  |                  |                  |                  |                  |                  |                  |                  | 2                |                  |                  |                    | 1                |                  |                  |                  |                  |                  |                  | 6                | 10               |                  |                  |                  |                  | 2                |                  |                  |                  |                  |                  |                  |                  |                  |                  |                  |
| Zsűri    | 58   |                  | 2                |                  |                  |                  | 6                | 2                | 4                | 1                |                  |                  |                  | 1                | 8                |                  |                  |                    |                  |                  |                  |                  |                  |                  | 4                |                  | 3                | 7                | 4                |                  |                  |                  | 3                |                  | 5                |                  | 1                |                  | 4                |                  | 3                |                  |